# VAW-126
Escadron de commandement et de contrôle aéroporté 126
Le Carrier Airborne Early Warning Squadron 126 (CARAEWRON 126 ou VAW-126), est un escadron de Système de détection et de commandement aéroporté de l'US Navy stationné à la base navale de Norfolk, en Virginie, aux États-Unis. L'escadron a été créé en 1969 et est surnommé "Seahawks". Le VAW-126 est équipé du E-2 Hawkeye et actuellement affecté au Carrier Air Wing One sur l'USS Harry S. Truman (CVN-75) et sous le commandement du Strike Fighter Wing Atlantic.

## Origine
Le VAW-126 a été mis en service au NAS Norfolk, en Virginie, le 1er avril 1969. Initialement surnommé les "Closeouts", l'escadron était équipé de quatre avions E-2A Hawkeye, affectés à l'Attack Carrier Air Wing 17 à bord du porte-avions USS Forrestal (CV-59). Après l'achèvement de leur premier déploiement en juillet 1970, l'escadron est passé au E-2B.

## Galerie
|                                              |
| Hawkeye du VAW-126 sur l'USS Nimitz, en 2004 |

|                                                     |
| Hawkeye du VAW-126 sur USS Harry S. Truman, en 2007 |